# Microgaster mexicana
Microgaster mexicana är en stekelart som beskrevs av Cameron 1887. Microgaster mexicana ingår i släktet Microgaster och familjen bracksteklar. Inga underarter finns listade i Catalogue of Life.